# Shinichi Hoshi
Shinichi Hoshi (星 新, n. 6 septembrie 1926, Tokyo City⁠(d), prefectura Tokyo⁠(d), Japonia – d. 30 decembrie 1997, Minato, Tōkyō, Japonia) a fost un romancier japonez și scriitor de literatură științifico-fantastică. Este cel mai cunoscut pentru scrierea a peste 1000 de povestiri SF foarte scurte (de maxim 3 sau 4 pagini). A mai scris ficțiune de mister și a câștigat un premiu japonez pentru acest gen de literatură,  pentru Mōsō Ginkō în 1968.

## Biografie
A absolvit Universitatea Tokio, unde s-a specializat în horticultură. A debutat în literatură în 1957, în revista Hoseki.

## Lucrări scrise (selecție)
- D-na Bokko (Bokko-chan), Shinchosha Publishing Co. Ltd., 1963.
- Planeta răutăcioasă și alte povestiri, Japan Times, 1978.
- A fost un ciocănit, Kodansha, 1984. ISBN: 4-06-186003-8
- Robotul capricios, Kodansha International, 1986. ISBN: 4-7700-2212-3
- Sacul cu surprize, Kodansha International, 1989. ISBN: 4-7700-2229-8
- Robotul capricios (Kimagure Robotto), Kadokawa Shoten
- Fabulele lui Esop pentru viitor (Mirai Issoppu), Shinchosha Publishing Co. Ltd.
- Rai cu demon (Akuma no iru Tengoku), Shinchosha Publishing Co. Ltd.
- Inconsistent Parts (Chiguhaguna Buhin), Shinchosha Publishing Co. Ltd.
- Welcome, Earth! (Yokoso Chikyu-san) Shinchosha Publishing Co. Ltd.
- Meddlesome Gods (Osekkaina Kamigami), Shinchosha Publishing Co. Ltd.
- The Ending You Wished For (Onozomino Ketsumatsu), Shinchosha Publishing Co. Ltd.
- Bonbons and Nightmares (Bonbon to Akumu), Shinchosha Publishing Co. Ltd.
- Greetings from Outer Space (Uchu no Aisatsu), Shinchosha Publishing Co. Ltd.
- The Other Side of the Swing (Buranko no Mukode), Shinchosha Publishing Co. Ltd.
- The Modern Adventures of Baron Munchausen (Hora Danshaku Gendai no Boken)
- The Fairy Distributing Company (Yosei Haikyu Gaisha)
- My Nation (Mai Kokka)
- A Handful of Future (Hitonigiri no Mirai)

## Traduceri
În limba română i-a fost tradusă povestirea „Pasiunea unui proprietar de bar” (ボッコちゃん) care a apărut în CPSF nr. 253 din 1 iunie 1965, în traducerea lui I. Coman. În CPSF nr. 296 i-au fost publicate povestirile „Când va veni primăvara” și „Premiul”. 
În CPSF nr. 403 din 1 septembrie 1971 i-a fost publicată povestirea „Tutunul” (タバコ, traducere de Iacob Babin).
În Almanah Anticipația 1984 i-a fost publicată povestirea „Implicația iubirii” (sub traducerea Lianei Trufașu).

## Legături externe
- The Hoshi Library The Official English Website of Shinichi Hoshi en
- Life & Works en
- SF Writers of Japan bio Arhivat în 5 octombrie 2013, la Wayback Machine. en
- Shinichi Hoshi la Internet Speculative Fiction Database en
- J'Lit | Authors : Shin'ichi Hoshi | Books from Japan Arhivat în 5 decembrie 2019, la Wayback Machine. en